# Kinobe
Kinobe est un duo de musique électronique londonien composé de Julius Waters et Dave Pemberton. 
Formé en 1998, Kinobe a connu un large succès sur la scène musicale britannique avec son deuxième album Versebridgechorus?.

## Histoire
Le groupe est formé en 1998 par Mark Blackburn et Julius Waters, deux amis de longue date, qui signent cette même année un contrat avec le label Pepper Records.
En 1999, le groupe enregistre trois EPs en édition limitée : Planet Soup, War and Peas et Good Migrations. 
En 2000, le morceau Slip into something more comfortable, qui reprend From here to eternity de Engelbert Humperdinck, fait connaître le groupe sur la scène mondiale. 
Leur premier album "Soundphiles" sort la même année suivi de Versebridgechorus? en 2001 et Wide open en 2004.
Mark Blackburn quitte le groupe en 2005 et est remplacé par le producteur et ingénieur du son Dave Pemberton.